# La ley que olvidaron
La ley que olvidaron es una película de Argentina en blanco y negro dirigida por José Agustín Ferreyra sobre guion de José González Castillo que se estrenó el 16 de marzo de 1937 y que tuvo como protagonistas a Libertad Lamarque, Santiago Arrieta, Herminia Franco y Pepita Muñoz.
Se basa en la historia de María Giménez, la sirvienta de una pensión que se encarga de criar a una pequeña por conveniencia de sus padres, quienes posteriormente tratan de apartarla de ella.

## Sinopsis

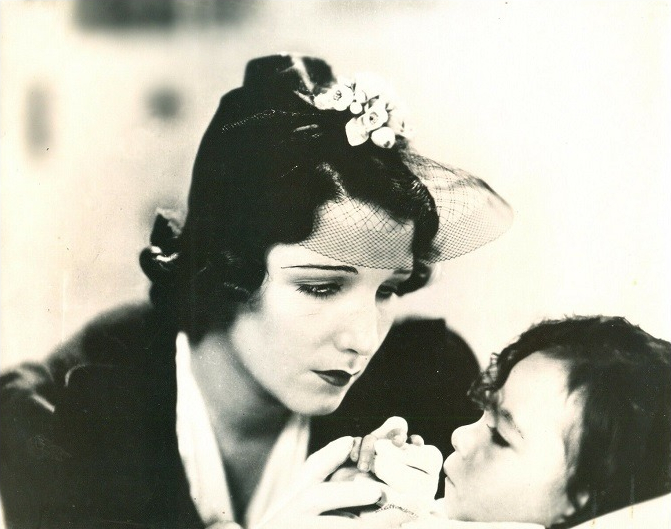
Libertad Lamarque y la niña Zulema Haydde Cairoli en el film.

María es una sirvienta que trabaja en la pensión de la familia Alurralde. Helena, hija de la dueña de la pensión, en una de sus salidas nocturnas con su prometido queda embarazada, pero se niega a tener una mala reputación. Helena y su familia planean atribuirle a la pequeña criatura a María para que la críe como si fuera su hija y también que se haga cargo de ella. Las cosas se complican cuando la familia quiere recuperar a la niña y María huye con ella diciendo que ella es su verdadera madre. Más tarde, ella va a la cárcel y en el juicio es ayudada por Alberto, un apuesto abogado del cual ella está enamorada en secreto.

## Reparto
Intervinieron en el filme los siguientes intérpretes:
- Libertad Lamarque...	María Giménez
- Santiago Arrieta...	Alberto Giménez
- Herminia Franco...	Helena Alurralde
- Pepita Muñoz...	Doña Petronila Alurralde
- José Mazzili...	Carlos
- Carmen Méndez...	Hermelinda
- Oscar Soldati...	Belindo
- María Vitaliani... Sra. 	Barranquero
- Salvador Arcella...	Don Nicola
- Juan Carrara
- Juan Siches de Alarcón
- F. Muñoz Cabrera
- Celia Lanaro
- Elisa Labardén
- Zulema Haydde Cairoli como Pochita, la hija de María.
- Hugo Caprera

## Comentario
Escribe el crítico Jorge Miguel Couselo sobre el filme:

"a caballo de una lírica entonación antiburguesa... con similitudes al teatro de tesis que González Castillo había cultivado en años anteriores. El éxito fue más para Libertad Lamarque que para Ferreyra: la consolidación total en el estrellato y el paso decisivo a aspiraciones más rutilantes (aunque menos auténticas) y con mayores posibilidades de internacionalización."